# Караханян, Аркадий Степанович
Арка́дий Степа́нович Караханя́н (англ. Arkady Karakhanyan; 1951—2017) — армянский геолог и сейсмолог, доктор геолого-минералогических наук (1995), основатель и руководитель научной компании «ГЕОРИСК» (1998), директор Института геологических наук Национальной академии наук Республики Армения (2006—2017).
Известен как основатель школы активной тектоники, палео- и археосейсмологии в Армении. Под его руководством была создана новая сейсмотектоническая модель, которая включала оценки риска сегментов активных разломов, и стала основой для карты сейсмического районирования при строительстве зданий в Республике Армения.

## Биография
Родился 19 марта 1951 года в Ереване, в семье военного.
В 1973 году окончил геологический факультет Ереванского государственного университета.
Начал научную работу в Институте геологических наук АН Армянской ССР.
В 1983 году, на геологическом факультете Московского государственного университета имени М. В. Ломоносова защитил диссертацию на соискание учёной степени кандидата геолого-минералогических наук по теме «Анализ систем линеаментов в структуре Анатолийско-Кавказско-Иранского региона».
Изучал Спитакское землетрясение 1988 года и его последствия.
С 1994 года возглавил Департамент геодинамики и опасных геологических явлений НАН РА (Department of Geodynamics and Hazardous Geological Phenomena of IGS NAS of Armenia).
В 1995 году, в Москве, защитил диссертацию на соискание учёной степени доктора геолого-минералогических наук по теме «Активные разломы и сильные землетрясения Анатолийско-Малокавказского орогена».
В 1998 году основал и возглавил научную компанию «ГЕОРИСК» (GEORISK) по исследованиям и оценке сейсмического риска. Работал в Армении, Иране, Грузии, Сирии, России, Кипре, Турции, Египте и Казахстане.
В 2006—2017 годах работал директором Института геологических наук НАН РА в Ереване.
Был одним из организаторов международного юбилейного 42 симпозиума ИНИГЕО в Ереване. 19 сентября 2017 года проводил научную экскурсию для участников симпозиума в окрестностях города Спитак.
Аркадий Степанович Караханян скоропостижно скончался 13 ноября 2017 года в Ереване. Похоронен 15 ноября на Центральном (Тохмахское) кладбище Еревана.

## Награды и премии
- Медаль «За заслуги перед Отечеством» 2 степени (Армения, 26 мая 2014 года) — по случаю Дня Республики, за значительный вклад в развитие науки[7].

## Членство в организациях и комиссиях
- 2010 — член Международной комиссии по истории геологических наук (INHIGEO).
- Эксперт МАГАТЭ по оценке сейсмической опасности атомных электростанций.